# Leuchtturm Gąski
Der Leuchtturm Gąski (ehemals deutsch Leuchtturm Funkenhagen) ist ein Leuchtturm bei Gąski an der Ostsee und gilt als Grenzpunkt der Pommerschen Bucht.
Er befindet sich zwischen dem  Leuchtturm Kołobrzeg (Kolberg) im Westen und dem   Leuchtturm Darłowo (Rügenwalde) im Osten.

## Geschichte

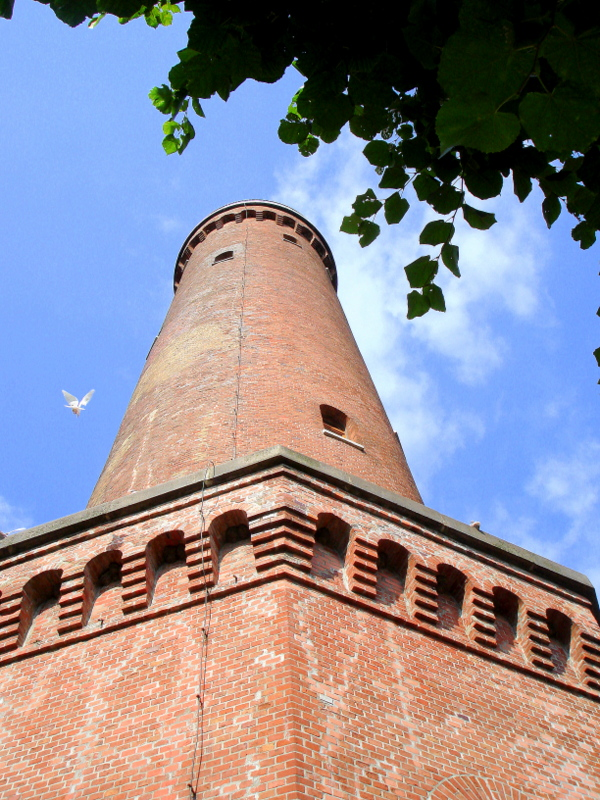
Blick von Unten, 2009

Der Leuchtturm ist einer der ältesten in Polen. In den Jahren 1876 bis 1878 wurde in Funkenhagen, etwa 120 Meter vom Ufer entfernt, ein Leuchtturm (polnisch: Latarnia morska Gąski) aus französischen Kontributionszahlungen gebaut, der mit einer Höhe von 50 Metern weithin zu sehen ist. Leuchtete er anfangs 19 sm weit, so waren es nach der Umstellung von Petroleum auf Elektrizität im Jahre 1927 23 sm. Die Materialien für den Bau wurden per Schiff transportiert und auf einer speziell errichteten Pier entladen wurden. Der Turm ist ein Beispiel für eine typische dreiteilige Struktur. Die Basis, ein Achteck mit einem Durchmesser von 11,3 Meter, auf dem ein runder Turm mit 3,3 Meter Dicke aus roten Backsteinen gemauert ist. Das Laternenhaus mit der ursprünglichen Fresnel-Optik wurde auf die Galerie aufgesetzt. Die 226 Stufen wurden aus Granit gefertigt und führen geschwungen als Wendeltreppe in die Turmspitze. Von oben auf der Leuchtturm-Aussichtsplattform hat man eine phantastische Rundsicht auf die Umgebung der Ostsee-Küstenlandschaft.

## Beschreibung
- Bauwerkshöhe: 50 m
- Feuerhöhe: 51 m
- Tragweite: weiß 23,5 sm
- Charakteristik: [Oc(3)W 15s] eine Verdunklung [drei Sekunden] alle fünfzehn Sekunden.

1945 wurde die Optik teilweise zerstört, seit 1948 ist die Anlage wieder in Betrieb. Erhebliche Schäden im Mauerwerk führten über die Jahre zu umfangreichen Reparaturen und Restaurierungsarbeiten (1933, 1960, 1964, 1996) um das Bauwerk weiterhin zu erhalten.
Der Turm ist der zweithöchste in Polen, für die Öffentlichkeit zugängig und heute ein Touristenmagnet für die Besucher
Seit dem 1. April 2020 ist für den Betrieb das Seeamt in Stettin zuständig, zuvor war es das Seeamt in Słupsk (poln. Urząd Morski w Słupsku).

## Philatelistische Würdigung
Im Jahr 2006 gab die polnische Post den ersten Briefmarkenblock einer neuen Serie mit Leuchttürmen der polnischen Küste heraus. Eine der vier Briefmarken zeigt den Leuchtturm Gąski, Wert 2,40 zł.